# جحيم في المنعطفات
جحيم في المنعطفات (بالفرنسية: Dans l'enfer des tournantes)‏ هو كتاب باللغة الفرنسة للكاتبة والناشطة النسوية الفرنسية-الجزائرية سميرة بليل؛ نُشر لأول مرة في 9 أكتوبر 2002.
يُركز الكتاب على الحياة في بونليو، كما يسلط الضوء على قضية الاغتصاب الجماعي في فرنسا ومعاناة الضحايا من أثارها. تؤكد بليل في كتابها أن الفتيات ضحايا الاغتصاب لا تعد ولا تحصى وأنه يجب وقف هذه الجريمة ومحاربة عصابات الاغتصاب التي تُروع فرنسا والعالم بأكمله.
بونليو تُترجم حرفيا إلى "الضاحية"، أما اصطلاحا فهي تُشير إلى منطقة وضاحية فقيرة في فرنسا وتعد من بين أفقر المناطق السكنية حيث غالبا ما يسكنها المهاجرين وأطفالهم وتعرف معدلات جريمة مرتفع.